# 1402 Eri
1402 Eri (1936 OC) là một tiểu hành tinh vành đai chính được phát hiện ngày 16 tháng 7 năm 1936 bởi Reinmuth, K. ở Heidelberg.